# Mosteiro de São Jerónimo de Cotalba

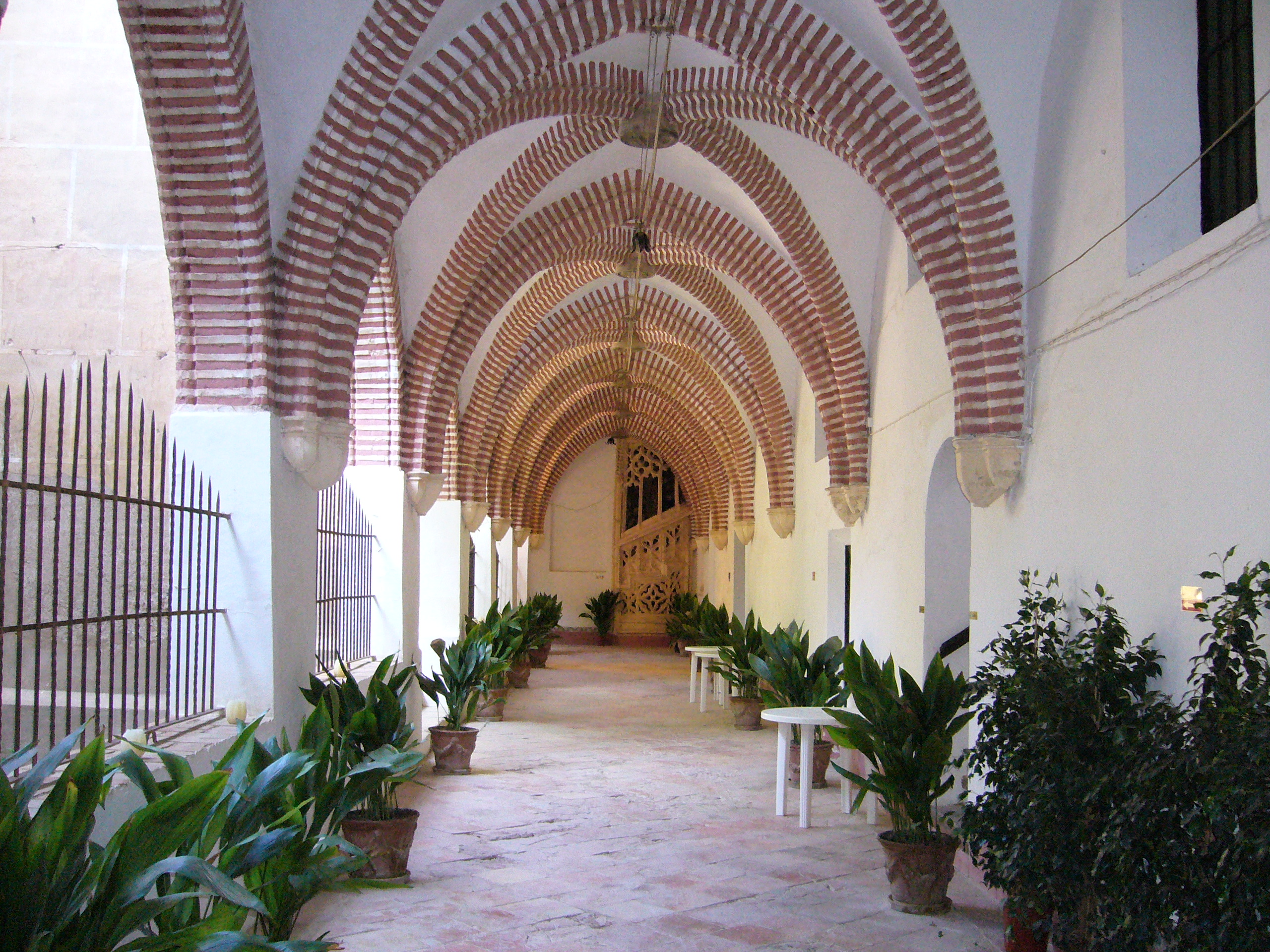
Lateral do claustro gótico-mudéjar e escada, século XIV

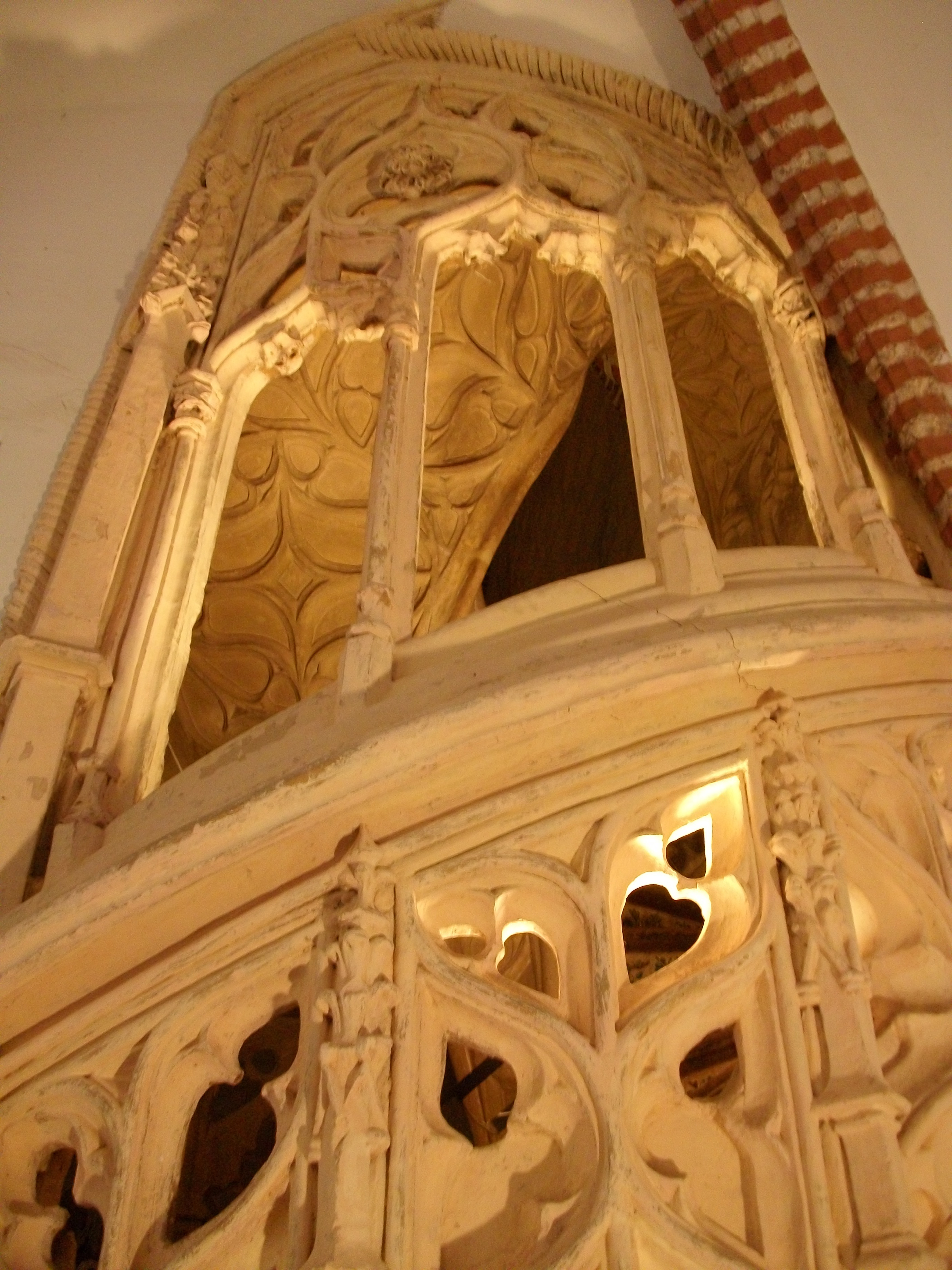
Escada gótica flamejante, trabalho de Pere Compte, século XV

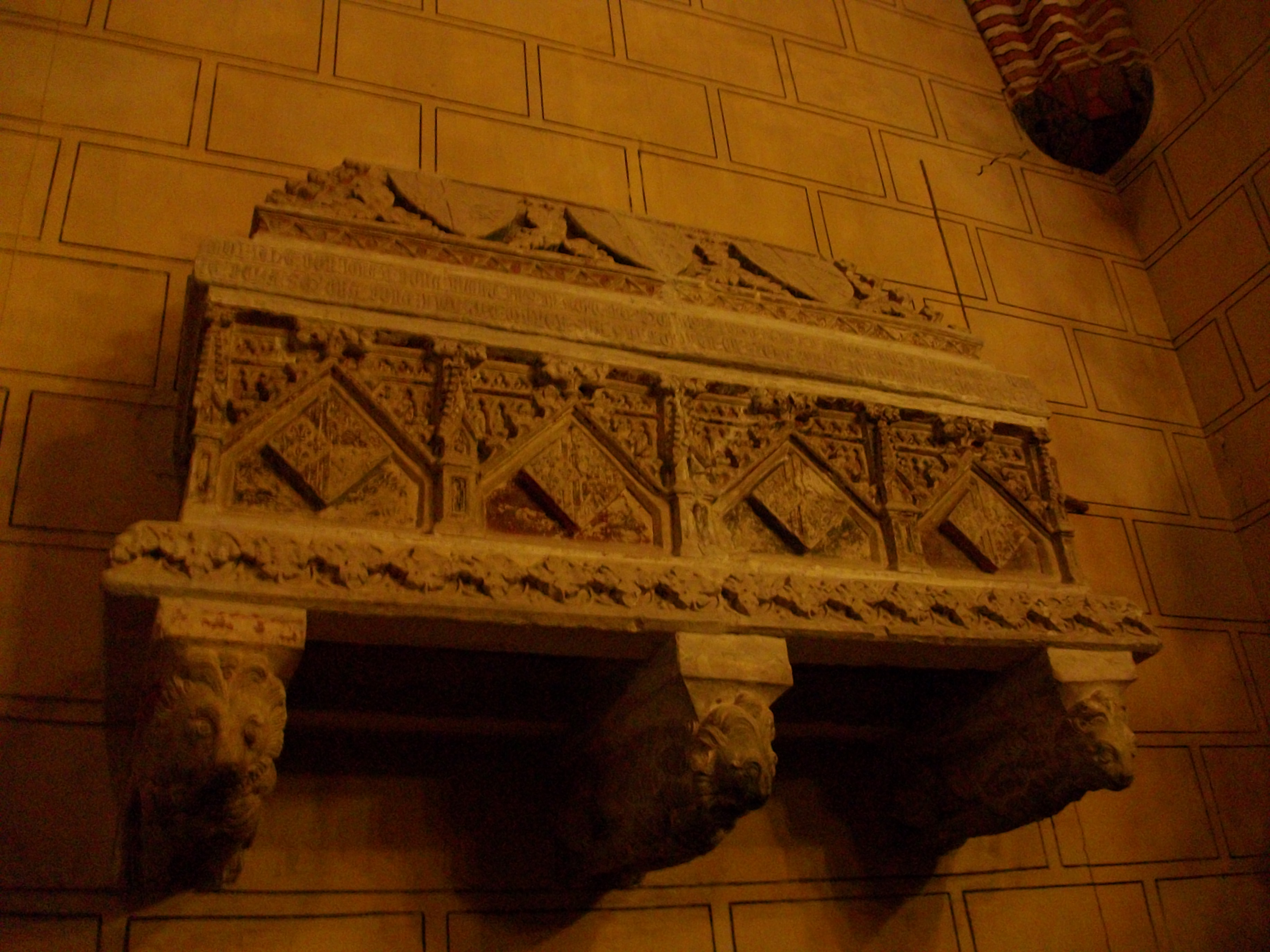
Sarcófago dos filhos de Alfonso o Velho, século XIV

O Mosteiro de São Jerónimo de Cotalba (em castelhano: Monasterio de San Jerónimo de Cotalba) é um convento localizado em Alfauir, na província de Valência, Espanha. Construído entre os séculos XIV e XVIII, o mosteiro apresenta uma mistura de estilos arquitetónicos, incluindo o gótico, mudéjar, renascentista e barroco.

## Descrição
O mosteiro foi edificado sobre o Tossalet de Cotalba, no termo de Alfauir. É considerado uma construção monástica de destaque na Comunidade Valenciana devido à sua diversidade estilística, que reflete a evolução da arquitetura entre os séculos XIV e XVIII.
Desde a desamortização de Mendizábal, passou a ser de propriedade da família Trénor, a quem se devem alguns melhoramentos e a boa conservação do mosteiro até o momento presente, sendo o jardim de estilo romântico da parte norte o mais notável entre eles.

## Arquitetura
Podem destacar-se dentro do edifício quatro grupos construtivos com características homogêneas: a torre da menagem ou dos sinos, a igreja, o claustro em suas duas plantas e as dependências do mosteiro propriamente ditas.
- A torre de menagem ou dos sinos é o centro de atenção do edifício que sobressai por seu volume e altura.
- A igreja tem uma planta basilical sem cruzeiro. É um exemplo tradicional do gótico valenciano. Ordena-se em quatro trechos de abóbada cobertos por arcos de cruzaria. Conta com um presbitério retangular com acréscimos barrocos e um coro elevado com abóbada estrelada. As capelas laterais situam-se entre os contrafortes interiores, encontrando-se sepulturas em algumas delas. A portada, muito deteriorada, segue o esquema típico de estrutura ogival moldurada. A atual capela da Virgem da Saúde foi a antiga Sala Capitular do mosteiro. Anexado aos seus muros, encontra-se o sarcófago em pedra talhada dos filhos do Duque Afonso, o Velho: Juan e Branca, um exemplo da escultura funerária gótica valenciana.
- O claustro tem duas plantas. A inferior é considerada um dos mais claros exemplos do gótico-mudéjar do país e trata-se de um espaço policromático aberto com nervuras. No ângulo mais próximo à igreja, situa-se uma escada helicoidal do gótico flamejante. A parte superior do claustro tem elementos que o situam no século XVI: a cobertura com nervuras medievais opõe-se aos arcos rebaixados do exterior. O moldurado e a tipologia construtiva são de gosto renascentista.
- As dependências monásticas. O interior do mosteiro apresenta, por vezes, percursos intrincados e tortuosos e apresenta variadas dependências. O mosteiro tem numerosas salas e salões com solução construtiva similar, consistentes em abóbada de canhão com arcos fajones que repartem o peso da cobertura.

## Visitas
Algumas dependências são privadas mas pode-se visitar o mosteiro (o claustro, a igreja, a almazara, a cozinha, os jardins românticos, etc.) para o qual convém consultar a página web do mosteiro.